# Clathrus mexicanus
Clathrus mexicanus es un hongo endémico de la región del Cofre de Perote del estado de Veracruz, México.

## Descripción

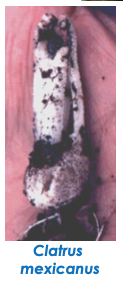

Basidioma de aproximadamente 5 cm de altura, de color blanquecino a grisáceo, presenta cuatro columnas separadas tanto en el ápice como en la base. Estas columnas son puntiagudas en los extremos, con una de ellas bifurcada en la parte superior. Morfológicamente, son dorsiventralmente aplanadas, exhibiendo un surco en la región dorsal media y grietas hacia la base. Su textura es esponjosa, con superficie alveolada y arrugas transversales. En corte transversal, las columnas muestran de 3 a 6 cámaras, siendo más numerosas en la base y reduciéndose hacia el ápice. En todos los casos mantienen su forma aplanada dorsiventralmente, aunque en algunos ejemplares pueden aparecer casi cilíndricas.
Volva de forma sacular, membranosa y de color blanquecino, presenta areolas que varían de café a café grisáceo y contienen en su interior una matriz gelatinosa.
Los rizomorfos son cilíndricos, ramificados y de tonalidad blanquecina. La gleba, de color verde oliváceo oscuro, tiene consistencia gelatinosa y emite un olor fétido; se localiza en la cara interna de la pared apical de las columnas. Las esporas son cilíndricas, de pared delgada y superficie lisa, mostrando un aspecto subhialino en KOH y lactofenol, con dimensiones de (4.2-)4.9-5.6 x (1.4-)2.1-2.8 μm.
Clathrus mexicanus solo comparte afinidad morfológica con Clathrus mauritianus ya que Clathrus archeri tiene las columnas unidas en la base y C. mexicanus no.

## Distribución y hábitat
Suelos humíferos de bosque de Pinus y grupos de Baccharis conferta. En los 80 se recolectó por primera vez en la localidad de Cruz Blanca en el municipio de Villa Aldama, Veracruz y se identificó por segunda vez en 2018 tras una segunda colecta en el Parque nacional Cofre de Perote, no se ha registrado fuera de esta área por lo que se considera endémico.